# Yvan Goll
Yvan Goll (také Ivan Goll, vlastním jménem Isaac Lange, 29. března 1891 – 27. února 1950) byl německo-francouzský (alsaský) básník židovského původu (sám se popsal jako: „osudem žid, náhodou narozený ve Francii, na papíře Němec“). Psal německy i francouzsky, příslušel jak k německému expresionismu, tak k francouzskému surrealismu.

## Biografie
Narodil se v alsaském Vosges, díky německé matce se ale stal německým občanem, žil v Metzu. Po vypuknutí první světové války emigroval do Švýcarska, seznámil se s dadaistickým hnutím.
Za války napsal celou řadu básní, mimo jiné Rekviem za mrtvou Evropu a drama Nesmrtelný (1918). V roce 1921 si vzal svou múzu Clairu Aischmannovou, živil se jako překladatel mezi němčinou a francouzštinou – přeložil celou řadu zásadních uměleckých děl, seznámil se s celou řadou umělců (mj. s Picassem a Chagallem, kteří ilustrovali jeho básně), sám hojně tvořil, především surrealistické texty a milostné básně. V roce 1927 napsali se skladatelem Kurtem Weillem surrealistickou operu Královský palác, Goll napsal i další texty k různým operám. Léta 1939–1947 strávil Goll v americkém exilu, redigoval francouzský exilový literární časopis Hémispheres. V roce 1945 mu byla diagnostikována leukémie, jeho básně se postupně stávaly temnými a depresivnějšími.

Goll zemřel v Paříži v roce 1950, je pohřben na hřbitově Père Lachaise. 

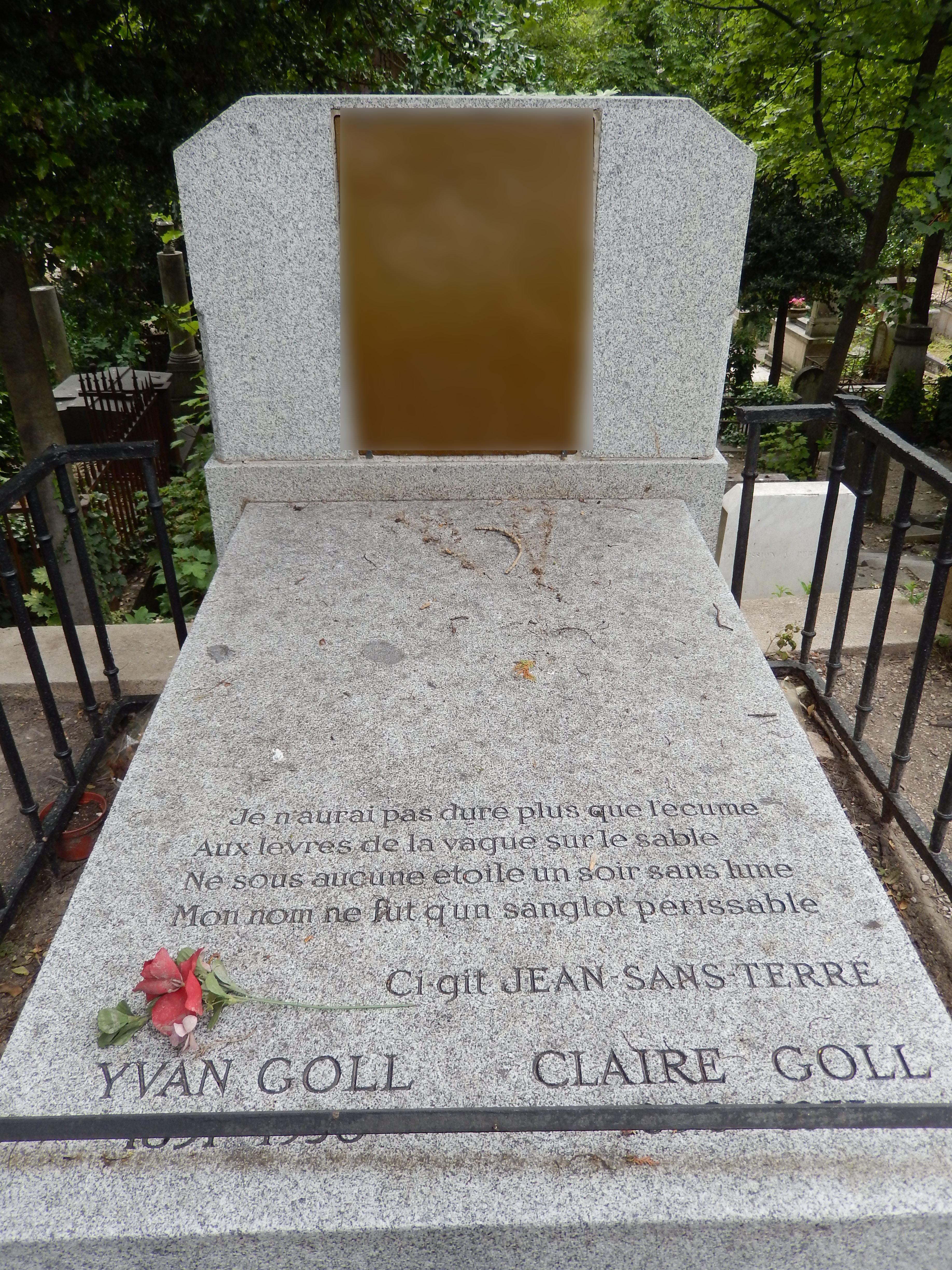
Cimetière du Père Lachaise (hrob).